# Рибо, Теодюль
Теодюль Рибо (фр. Théodule Ribot; 18 декабря 1839, Генган — 9 декабря 1916, Париж) — французский психолог, педагог, член Французской академии.

## Биография
Теодюль Рибо родился 18 декабря 1839 года в Бретани в городе Генгане. Учился в лицее города Сен-Бриё, а позднее стал членом его администрации. Спустя два года переехал в Париж.
В столице Франции окончил Высшую нормальную школу и получил докторскую степень в 1875 году. В должности профессора сравнительной и экспериментальной психологии работал в Коллеже де Франс. В преподавании психологии получил академическое признание во Франции.
Труды Рибо по психологии отличаются легкостью изложения, обилием строго проверенных медицинских фактов и осторожностью в выводах. Рибо — психолог-эмпирик по преимуществу; он стремится создать из психологии точную науку, в которой личные воззрения исследователя совершенно бы стушевывались.
Вместе с тем Теодюль Рибо не возводит эмпиризма в безусловный принцип и допускает и метафизику, как изыскание конечных причин, не входящее в область точных наук. Это чуждое односторонности отношение к метафизике проявляется и в «Философском обозрении» («Revue philosophique») — журнале, издаваемом Рибо с 1876 года, хотя в нем преобладает позитивное направление, но и все другие пользуются самым широким гостеприимством. В журнале помещаются работы не только французских, но и иностранных авторов — германских (Эдуард фон Гартман, Рудольф Герман Лотце, Горвич и др.), английских (Джордж Генри Льюис, Спенсер и др.), итальянских (Мантегацца), русских (Евгений Валентинович Де Роберти и Николай Яковлевич Грот).
В 1885 году Рибо основал в Париже общество физиологической психологии и стал профессором в Сорбонне, в 1888 году получил профессуру в Колеж де Франс, где вскоре стал директором первой психологической лаборатории. В 1889 году в Париже он организовал I Международный психологический конгресс с целью укрепления международных связей и сотрудничества психологов разных стран. По мнению Ж. Пиаже: «От Рибо во французских психологических школах начинается традиция широкого применения в качестве экспериментального материала патологий и болезненных состояний».
В 1886 году, для описания характерного психологического состояния при болезнях печени, Рибо предложил термин «ангедония», который используется в психиатрии до настоящего времени.
К. С. Станиславский был знаком со многими его работами и при теоретическом обосновании своей актёрской системы обратился к психологической системе Рибо. Из его работ в он частности заимствовал термин «аффективная память» (память на пережитые в жизни чувствования), с помощью которой актёр вызывает в себе переживания, необходимые по ходу действия пьесы и испытанные им когда-то при соответствующих обстоятельствах собственной жизни. Начиная с 1909 года, этот термин последовательно употребляется режиссёром и в репетициях, и в теоретических записях.

### Список произведений
- 1870 — La Psychologle anglaise contemporaine
  - Современная английская психология (опытная школа). — 2-е изд. — М.: Изд. К. Т. Солдатенкова, 1881. — XXVIII, 345 с.
- 1873 — L’Hérédité. Étude psychologique
  - Наследственность душевных свойств: Психологическая наследственность. — 2-е изд.. — СПб.: Изд. К. Риккера, 1884. — VIII, 395 с.
- 1874 — La Philosophie de Schopenhauer
  - Философия Шопенгауэра. — СПб.: Изд. В. И. Губинского, 1889. — 340 с.
  - Философия Шопенгауэра. — 2-е изд. — М.: URSS, 2006. — 138 с. — (Из наследия мировой философской мысли. Великие философы). — ISBN 5-484-00711-9.
- 1879 — La Psychologie allemande contemporaine
  - Современная германская психология (опытная школа). — 2-е изд. — СПб.: Паров. скоропечатня А. Пороховщикова, 1895. — 274 с.
- 1881 — Les Maladies de la mémoire
  - Болезни памяти. — СПб.: Ред. журн. «Мед. библиотека», 1881. — 118 с.
  - Память в её нормальном и болезненном состояниях. — СПб.: Изд. В. И. Губинского, 1894. — 224 с.
  - Память в её нормальном и болезненном состояниях. — 2-е изд. — СПб.: Изд. В. И. Губинского, 1900. — 168 с.
- 1882 — Les Maladies de la volonté
  - Болезни воли. — СПб.: Изд. А. Е. Рябченко, 1884. — 182 с.
  - Воля в её нормальном и болезненном состояниях. — СПб.: Изд. В. И. Губинского, 1894. — 190 с.
  - Болезни воли. — 2-е изд. — СПб.: Журн. «Популярно-научная библиотека», 1906. — 119 с.
  - Воля в её нормальном и болезненном состояниях. — 4-е изд. — СПб.: Изд. В. И. Губинского, 1916. — 127 с.
- 1885 — Les Maladies de la personnalité
  - Болезни личности. — СПб.: Изд. А. Е. Рябченко, 1886. — 247 с.
  - Болезни личности // Болезни личности: Опыт исследования. — Минск—М.: Харвест, АСТ, 2001. — С. 4—130. — 400 с. — 5000 экз. — ISBN 985-433-794-4.
- 1886 — La Psychologie du raisonnement : recherches expérimentales par l’hypnotisme
- 1888 — La Psychologie de l’attention
  - Психология внимания. — 3-е изд. — СПб.: Изд. Ф. Павленкова, 1897. — 95 с. — (Популярно-научная библиотека).
  - Психология внимания. — 3-е изд. — Киев—Харьков: Южно-русское книгоизд-во Ф. А. Иогансона, 1897. — 180 с. — (Всеобщая библиотека. №№ 6—7).
  - Психология внимания. — 4-е изд. — М.: URSS, 2011. — 95 с. — (Из наследия мировой психологии). — ISBN 978-5-397-02169-2.
- 1894 — Les caractères
  - Различные формы характера. — Харьков: Тип. Зильберберга, 1894. — 63 с.
  - Характер: Образование характера, его элементы, виды, разновидности и уклонения. — СПб.: Изд. В. И. Губинского, 1899. — 75 с.
- 1894 — Psychologie des grands calculateurs et des joueurs d’échecs
- 1894 — Recherches sur la mémoire affective
  - Исследование аффективной памяти. — СПб.: Тип. Училища глухонемых, 1895. — 23 с.
  - Аффективная память. — СПб.: Ред. журн. «Образование», 1899. — 50 с.
- 1896 — La Psychologie des sentiments
  - Психология чувств: В 2 частях. — Киев—Харьков: Южно-русское книгоизд-во Ф. А. Иогансона, 1897. — Т. 1. Общая психология. — 167 с.
  - Психология чувств: В 2 частях. — Киев—Харьков: Южно-русское книгоизд-во Ф. А. Иогансона, 1897. — Т. 2. Специальная психология. — С. 169—378, Х.
  - Психология чувств. — СПб.: Изд. Ф. Павленкова, 1898. — VI, 480 с.
- 1897 — L’Evolution des idées genérales
  - Эволюция общих идей. — СПб.: Изд. Ф. Павленкова, 1898. — 219 с.
  - Эволюция общих идей. — М.: Маг. «Кн. дело», 1898. — XX, 338 с.
  - Эволюция общих идей. — Киев—Харьков: Южно-русское книгоизд-во Ф. А. Иогансона, 1898. — 324 с.
  - Эволюция общих идей. — 2-е изд. — М.: ЛКИ, 2007. — 224 с. — (Из наследия мировой психологии). — ISBN 978-5-382-00386-3.
- 1899 — La colère
  - Гнев: Психофизиол. этюд. — 2-е изд. — СПб.: Изд. В. И. Губинского, 1899. — 80 с.
- 1900 — Essai sur l’imagination créatrice
  - Творческое воображение. — СПб.: Тип. Ю. Н. Эрлих, 1901. — X, 318 с.
  - Опыт исследования творческого воображения. — СПб.: Изд. Л. Ф. Пантелеева, 1901. — VI, 232 с.
  - Опыт исследования творческого воображения // Болезни личности: Опыт исследования. — Минск—М.: Харвест, АСТ, 2001. — С. 132—396. — 400 с. — 5000 экз. — ISBN 985-433-794-4.
- 1900 — La Suggestibilité
- 1903 — Les Obsessions et la psychasthénie
- 1903 — L’étude expérimentale de l’intelligence
- 1904 — La Logique des sentiments
  - Логика чувств. — СПб.: Изд-во О. Н. Поповой, 1905. — 144, IV с. — (Образовательная библиотека. Серия VI, № 10).
- 1906 — Essai sur les passions
  - О страстях: Психол. этюд. — 3-е изд. — Одесса: Типо-Лит. Я. Хасилева, 1912. — 150 с.
- 1910 — Problèmes de psychologie affective
- 1911 — Les idées modernes sur les enfants
- 1914 — La vie inconsciente et les mouvements
- 1919 — Les Médications psychologiques